# Hobo: Tough Life
Hobo: Tough Life je česká videohra z roku 2021 vyvinutá ve studiu Perun Creative. Jedná se o survival simulátor bezdomovce. Hra byla předběžně uvedena v červenci 2017 na PC a v plné verzi vyšla po téměř čtyřech letech dne 13. dubna 2021. V roce 2022 vyšla na konzole Xbox One a Nintendo Switch, v březnu 2023 na PlayStation 4 a PlayStation 5.
Perun Creative je nezávislé herní vývojářské studio z Ostravy, které vzniklo v roce 2017. Designové oddělení sídlí v Olomouci.

## Hratelnost
Hlavní hratelnou postavou je bezdomovec, který přežívá ve fiktivním městě Praslav. Ve hře jsou ztvárněny pražské památky a budovy jako Orloj, Hlavní nádraží, Pražský hrad, Prašná brána nebo Staroměstská radnice, z Olomouckých pamětihodností se ve hře nachází Kostel svatého Mořice. Ostravská architektura poskytla inspiraci a předlohy pro industriální budovy. 
Průběžným cílem hry je přežít. Hlavní postava si musí obstarat jídlo a zároveň se udržovat v teple. Jídlo lze získávat prohrabáváním popelnicí, což však přináší rizika. Hlavní postava může i krást, to ovšem nese riziko konfliktu s policií.
Do hry je zapracována i příběhová linka, jejíž zápletkou je Bezdomovcova ztráta paměti. Hlavním cílem hry je stát se Králem bezdomovců. K získání titulu musí hráč získat podporu dalších bezdomovců.